# Brachyplax tenuis

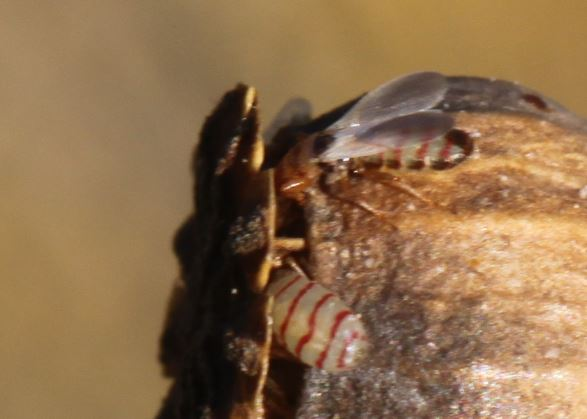
Nymphe im Vordergrund, dahinter eine adulte Wanze (forma rufipes) an der Fruchtkapsel eines Klatschmohns

Brachyplax tenuis, auch Schmale Mohnwanze genannt, ist eine Wanze aus der Familie Oxycarenidae.

## Merkmale
Die Wanzen haben eine Größe von 3–3,7 mm. Die hellbraun bis weißlich gefärbten Nymphen weisen sieben rote Querlinien über ihrem Hinterleib auf. Kopf, Fühler, Halsschild und Femora der adulten Wanzen sind bei der Nominatform schwarz gefärbt. Bei der forma rufipes dagegen sind Kopf und Beine hellbraun. Der Halsschild von forma rufipes ist in der vorderen Hälfte dunkel, in der hinteren Hälfte hell mit dunklen Sprenkeln. Der vordere Halsschildrand von forma rufipes ist außerdem hell gefärbt. Das Scutellum ist wie bei der Nominatform schwarz. Die transparenten Flügel sind weißlich schimmernd. Die vorderen Femora sind verdickt. Sowohl die Nymphen als auch die Imagines haben rote Augen.

## Verbreitung
Brachyplax tenuis ist im Mittelmeerraum und in Südosteuropa weit verbreitet. Nach Osten reicht das Verbreitungsgebiet bis in den Kaukasus. In Europa breitete sich die Art in den letzten Jahren immer mehr nach Norden aus. Sie wurde mittlerweile in der Schweiz und in Österreich nachgewiesen.

## Lebensweise
Die adulten Wanzen beobachtet man von April bis Oktober. Die Larven von Brachyplax tenuis beobachtet man an verschiedenen Mohn-Arten (Papaver), insbesondere an Klatschmohn (Papaver rhoeas). Auf dem Balkan findet man die Wanzen auch an Weinraute (Ruta graveolens). Die frisch geschlüpften Larven halten sich häufig an den Fruchtkapseln der Mohngewächse auf. Im Juli / August, wenn die Larven ihre Entwicklung abgeschlossen haben, verlassen sie die Kapseln.

## Taxonomie
In der Literatur finden sich folgende Synonyme:
- Brachyplax palliatus (A. Costa, 1853)
- Stenogaster tenuis (Mulsant & Rey, 1852)